# 성림
성림(sacred grove)은 특정 문화 내에서 특별한 종교적 중요성을 갖는 나무 숲이다. 성림은 전 세계의 다양한 문화에 등장한다.
이것들은 켈트족, 에스토니아인, 발트해인, 게르만인, 고대 그리스인, 근동인, 로마인, 슬라브인의 다신교의 신화적 풍경과 숭배 관습의 중요한 특징이었다. 또한 인도, 일본(신사), 서아프리카 및 에티오피아(교회숲)와 같은 지역에서도 발생한다. 성림의 예로는 그리스-로마식 테메노스(Greco-Roman temenos), 성림을 뜻하는 다양한 게르만어 단어, 드루이드 관습과 주로 연관되어 있지만 배타적이지는 않은 켈트족 네메톤(Celtic nemeton)이 있다.
중세 북방십자군 기간 동안 정복한 기독교인들은 일반적으로 성림이 있는 곳에 교회를 세웠다. 라코타족과 기타 북아메리카의 다양한 부족들은 특정 숲이나 기타 자연 명소를 신성한 장소로 간주한다. 공동체가 종교적 의미를 지닌 것으로 간주하는 특이한 나무를 영목이라고 한다.

## 같이 보기
- 영목
  - 고타마 붓다의 보리수